# Bataille d'Averasborough
Guerre de Sécession
Batailles
Campagne des Carolines
- Rivers' Bridge
- Aiken
- Congaree Creek (en)
- Columbia (en)
- Wyse Fork
- Monroe's Cross Roads
- Averasborough
- Bentonville
- Morrisville (en)
- Bennett Place

La bataille d'Averasborough ou bataille d'Averasboro, a été livrée le 16 mars 1865, pendant la campagne des Carolines de la guerre de Sécession, dans les comtés de Harnett et de Cumberland, en Caroline du Nord.

## Contexte

Carte de l'avancée de Sherman d'Atlanta à Savannah (marche vers la mer) puis à Goldsboro (campagne des Carolines).

Le major-général William T. Sherman se dirige, avec les troupes de l'Union formées en deux colonnes, vers Goldsboro. La colonne de droite (Armée du Tennessee) est commandée par le major-général Oliver Otis Howard, celle de gauche (Armée de Géorgie) sous le commandement du major-général Henry W. Slocum. 

## Combats
Le général confédéré Joseph E. Johnston envoie le Corps du lieutenant-général William Joseph Hardee attaquer l'aile gauche de Slocum pendant qu'elle est séparée du reste de l'armée de Sherman. Les hommes de Slocum franchissent le fleuve Cape Fear à proximité d'Averasborough, où ils entrent en contact avec le Corps commandé par Hardee.
Au matin du 16 mars, les Nordistes du XXe corps, conduits par le major-général Alpheus Starkey Williams, sont repoussés par un assaut confédéré. Quand des renforts leur arrivent, les troupes de l'Union contre-attaquent et enfoncent les deux premières lignes des rebelles avant d'être repoussées par la troisième. Pendant ce temps, les unités du XIVe corps commandées par le major-général Jefferson Columbus Davis arrivent sur le terrain. 
Dépassé par le nombre et en danger d'être contourné, Hardee préfère se retirer. 

## Conséquences
Les Confédérés n'ont pas retenu les troupes de l'Union aussi longtemps qu'ils l'avaient espéré. Les pertes sont à peu près égales des deux côtés, mais les Nordistes peuvent se les permettre, ce que ne peuvent plus faire les Confédérés. Engagement modeste, la bataille d'Averasborough constitue surtout le prélude de la grande bataille de Bentonville, qui sera livrée trois jours plus tard. 